# Геологія

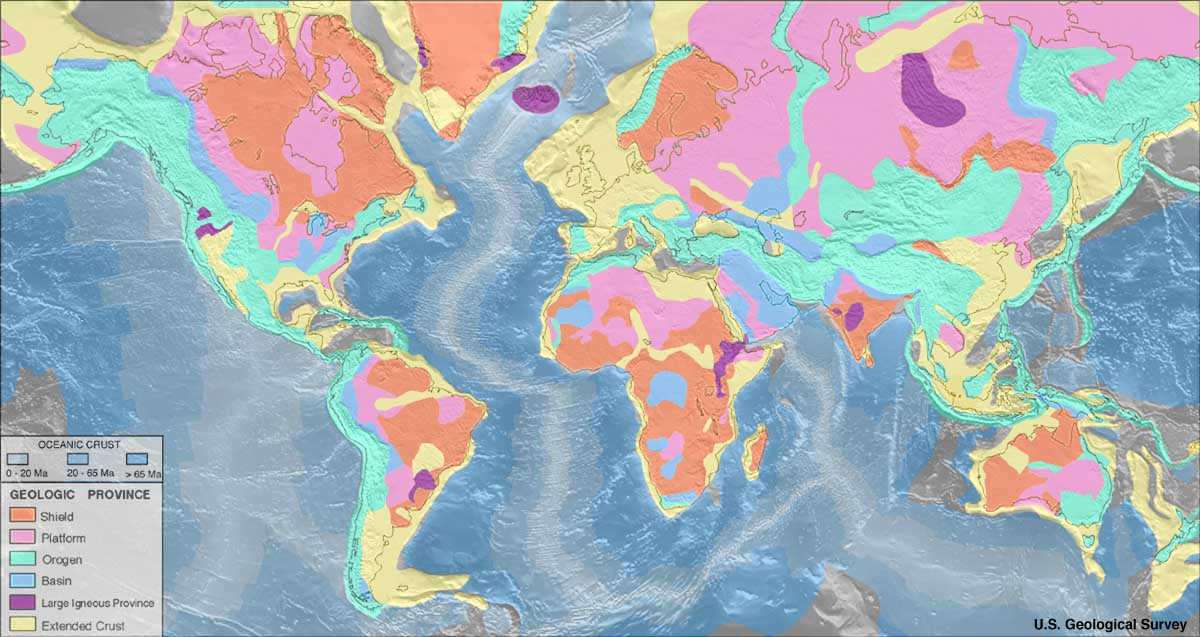
Карта геологічних провінцій світу
Океанічна кора
0-20 Ma
20-65 Ma
>65 Ma
Континентальна кора
Щит
Геологічна платформа
Ороген
Улоговини
Великі масиви інтрузивів
Потоншена континентальна кора

Геоло́гія (від дав.-гр. γῆ — земля, і λογος — наука) — сукупність наук про тверду оболонку Землі, її будову, речовинний склад, рухи та історію розвитку, а також процеси, що її створили.
Інакше: геологія — це наука і вивчення твердої та рідкої речовини, що складають Землю. Галузь геології охоплює вивчення складу, структури, фізичних властивостей, динаміки та історії земних матеріалів, а також процесів, за допомогою яких вони формуються, переміщуються і змінюються. Геологія є основною академічною дисципліною, яка також важлива для: видобутку корисних копалин і вуглеводнів, знань про небезпечні природні явища та пом'якшення їх наслідків, деяких областей геотехнічної інженерії та розуміння минулих кліматичних умов і довкілля.
Вперше термін «геологія» увів норвезький природознавець М. Ешольт (норв. Mikkel Pederson Escholt) у 1657 у книзі «Геологія Норвегії» (норв. Geologia Norvegica).

## Предмет вивчення
Від інших наук про Землю, таких як океанографія чи метеорологія, геологія відрізняється тим, що досліджує тверду оболонку Землі — літосферу і те, що знаходиться під нею. Предметом вивчення у геології є:
- речовинний склад земної кори;
- внутрішня будова земної кори;
- процеси, що відбуваються в земній корі і на її поверхні;
- рухи та історія розвитку земної кори;
- закономірності утворення й поширення корисних копалин.

Найближче до геології серед наук про Землю знаходяться: фізична географія, геоморфологія, ґрунтознавство, гляціологія і геодезія. На стику геології і біології знаходиться палеонтологія (наука про викопні організми), геології і фізики — геофізика (досліджує фізичні властивості надр Землі), геології і хімії — геохімія (вивчає хімічний склад гірських порід і руд та поведінку хімічних елементів в Земній корі).

## Методи
Пізнання певної ділянки Землі здійснюється шляхом спостереження і опису залягання гірських порід у природних відслоненнях, кар'єрах, шурфах, свердловинах тощо. При цьому описуються і визначаються послідовність нашарування порід у розрізі та поховані в них рештки тварин і рослин, заміряються елементи залягання, вивчається речовин. склад гірських порід і мінералів за допомогою усіх доступних методів, з'ясовується їх відносний і абсолютний геологічний вік. Останнім часом широко застосовується фотозйомка території з літальних апаратів. Кінцевим результатом такого комплексного вивчення окремих ділянок земної поверхні, що називається геологічним зніманням, є побудова геологічної карти. Геологічна карта будь-якого регіону — першоджерело будови земної кори, речовинного складу гірських порід і мінералів, виявлення мінерально-сировинних ресурсів.

## Галузі
Геологія — це велика фундаментальна галузь науки. Вона об'єднує велику кількість наук про земну кору і більш глибокі сфери Землі. Геологічні науки вивчають склад, будову, походження, розвиток Землі і геосфер, що її складають, у першу чергу земну кору, процеси, що відбуваються в ній, закономірності утворення і розміщення родовищ корисних копалин.
До сучасних геологічних наук належать:
- Геологія корисних копалин вивчає типи родовищ, методи їх пошуку і розвідки.
- Мінералогія  — розділ геології, що вивчає мінерали, питання їх походження, кваліфікації. Вивченням порід, утворених у процесах, пов'язаних з атмосферою, біосферою та гідросферою Землі, займається літологія. Ці породи не зовсім точно називаються ще осадовими гірськими породами. Багаторічномерзлі гірські породи набувають ряд характерних властивостей та особливостей, вивченням яких займається геокріологія.
- Літологія  — розділ геології, що вивчає утворення осадових порід.
- Петрологія  — розділ геології, що вивчає походження гірських порід.
- Петрографія  — розділ геології, що вивчає походження гірських порід, утворених при високих температурах і тиску.
- Седиментологія  — розділ геології, що вивчає процеси осадонакопичення.
- Геобаротермометрія  — наука, що вивчає комплекс методів визначення тиску і температур утворення мінералів і гірських порід.
- Структурна геологія  — розділ геології, що вивчає геологічні структури земної кори та їх зміну протягом геологічної історії.
- Мікроструктурна геологія  — розділ геології, що вивчає деформацію порід на мікрорівні, в масштабі зерен мінералів і агрегатів.
- Геодинаміка  — наука, що вивчає зміни планетарного масштабу в результаті еволюції Землі. Вона вивчає зв'язок процесів в ядрі, мантії та земній корі.
- Тектоніка  — розділ геології, що вивчає рух Земної кори.
- Історична геологія  — галузь геології, що вивчає дані про послідовність найважливіших подій в історії Землі. Всі геологічні науки в тій чи іншій мірі мають історичний характер, історичні геологи розглядають існуючі утворення в історичному аспекті і займаються в першу чергу з'ясуванням історії формування сучасних структур. Історія Землі розділяється на два найбільші етапи — еону, за появи організмів з твердими частинами, що залишають сліди в осадових породах і дозволяють за даними палеонтології провести визначення відносного геологічного віку. З появою копалин на Землі почався фанерозой — час відкритого життя, а до цього був криптозой або докембрій — час прихованого життя. Геологія докембрію  виділяється в особливу дисципліну, тому що займається вивченням специфічних, часто сильно і багаторазово метаморфізованних комплексів і має особливі методи дослідження.
- Палеонтологія  вивчає давні викопні форми життя і займається описом копалин залишків, а також слідів життєдіяльності організмів.
- Стратиграфія  — наука про визначення відносного геологічного віку осадових гірських порід, розчленування товщ порід і кореляції різних геологічних утворень. Одним з основних джерел даних для стратиграфії є палеонтологічні визначення.
- Геохронологія  — розділ геології, що визначає вік порід та мінералів.
- Еволюційна геологія  — розділ геології, що вивчає зміну земної кори.
- Планетарна геологія (астрогеологія)  — розділ геології, що досліджує планетарно-астрономічні фактори геологічного розвитку Землі та інших планет, а також геологію твердих небесних тіл, таких як планети та їхні супутники, астероїди, комети та метеорити. Є одночасно розділом Планетології.
- Морська геологія  — розділ геології, що вивчає геологічну будову океанічного дна.
- Вулканологія галузь геології, яка вивчає вулкани та вулканічні гірські породи.
- Інженерна геологія  — розділ геології, що вивчає взаємодії геологічного середовища та інженерних споруд.
- Математична геологія  — розділ геології, що використовує математичні методи для вивчення гірських порід, геологічних процесів та об'єктів.
- Гідрогеологія — розділ геології, що вивчає геологічні аспекти розвідки, пошуку та утворення підземних вод.
- Геологічна гляціологія  — розділ геології, що вивчає геологічні процеси руху та утворення льодовиків.

Геологічні процеси, що відбуваються на поверхні планети (або на невеликій глибині), вивчаються із залученням фізико-географічних наук (геоморфологія, кліматологія, гідрологія, океанологія, гляціологія і ін.); при дослідженні глибинних процесів, визначенні радіологічного віку, при геолого-пошукових і геолого-розвідувальних роботах використовуються методи геохімії та геофізики (фізики «твердої» Землі, включаючи сейсмологію). У проблемах походження і ранній історії Землі велике значення мають астрономія і планетологія.

## Історія розвитку

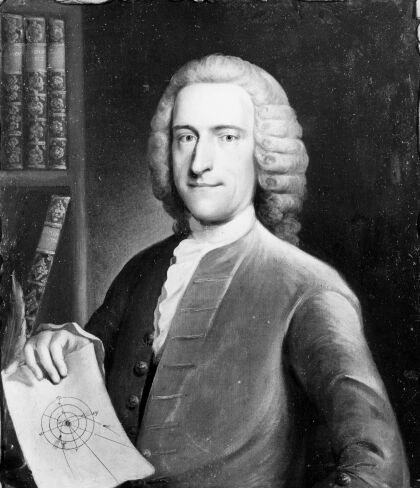
Портрет Вільяма Вістона із діаграмою, яка ілюструє його теорію кометарного катастрофізму, описану в праці «Нова теорія Землі»

Міркування про Землю, її утворення, різні елементи можна зустріти у давньогрецьких філософів, наприклад, у Аристотеля (у метеорологічному трактаті), у давньоримських філософів (Тіт Лукрецій Кар «Про природу речей»).
Дослідження фізичної матерії Землі почалося ще принаймні у Стародавній Греції, із праці Теофраста (372—287 рр. до Р. Х.) Peri Lithon (Про камені). За Римської імперії Плінієм Старшим було детально описане практичне застосування багатьох мінералів і металів, а також правильно пояснене походження бурштину.
Низка сучасних дослідників, серед яких Філдінг Г. Гаррісон, вважають, що початки сучасної геології слід шукати у середньовічному ісламському світі. Абу аль-Райхан аль-Біруні (973—1048 рр.) був одним із перших мусульманських геологів, який включив до своїх праць записи з геології Індії, у яких припускалося, що на території Індійського субконтиненту у прадавні часи було море. Ісламський мислитель Ібн Сіна (Авіценна, 981—1037) запропонував докладне пояснення формування гір, походження землетрусів та інших фундаментальних питань сучасної геології, тим самим заклавши основу подальшого розвитку цієї науки.
1683 року Мартін Лістер запропонував Лондонському королівському товариству позначати на картах ґрунти і мінерали. Це вважається моментом народження геологічної зйомки та геологічних карт.
Наприкінці XVII — початку XVIII століття з'явилася загальна теорія Землі, яка отримала назву дилювіанізму. На думку науковців того часу осадові породи і скам'янілості в них утворилися в результаті всесвітнього потопу. Ці переконання поділяли Роберт Гук (1688), Джон Рей (1692), Джон Вудворд (1695), І. Я. Шьойкцер (1708) та інші.

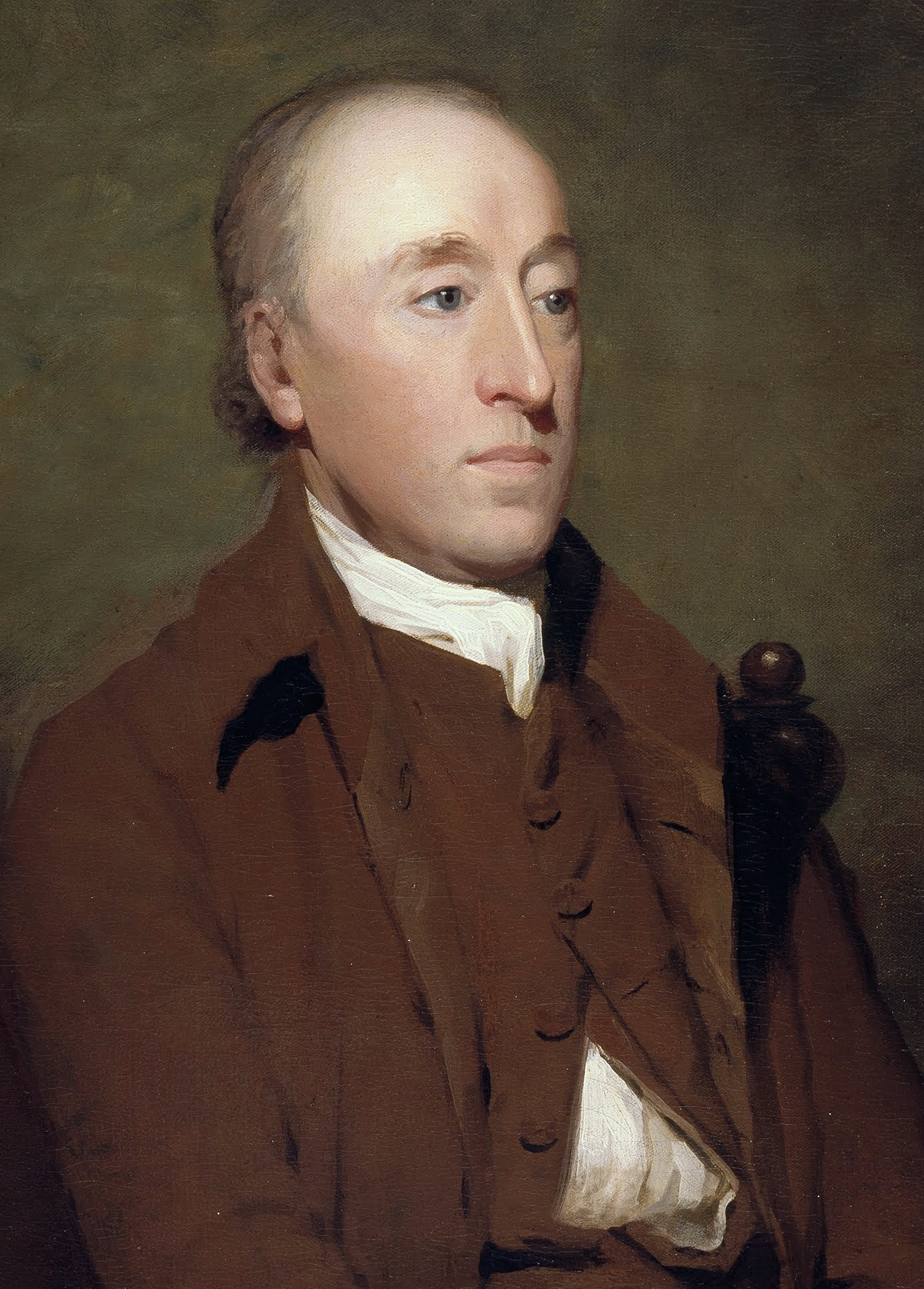
Джеймс Гаттон — батько сучасної геології

Як наука геологія сформувалась у XVIII ст. У другій половині XVIII століття різко зросли потреби в корисних копалинах, що призвело до вивченню надр, зокрема накопиченню фактичного матеріалу, опису властивостей гірських порід і умов їх залягання, розробки прийомів спостереження. У 1785 році Джеймс Гаттон представив для Королівського товариства Единбурга документ під назвою «Теорія Землі». У цій статті він пояснив свою теорію про те, що Земля повинна бути набагато старшою, ніж це вважалося раніше, для того, щоб забезпечити достатній час для ерозії гір, і щоб седименти (відклади) утворили нові породи на дні моря, які, в свою чергу, були підняті щоб стати сушею (теорія глибокого часу). В 1795 Гаттон опублікував двотомну працю, яка описувала ці ідеї. Джеймс Гаттон часто вважається першим сучасним геологом. Послідовники Гаттона були відомі як плутоністи, через те що вони вважали, що деякі породи (базальти і граніти) були сформовані в результаті вулканічної діяльності і є результатом осаджування лави з вулкана.
Іншої точки зору дотримувались нептуністи, на чолі з Авраамом Вернером, який вважав, що всі породи осіли з великого океану, рівень якого з плином часу поступово знизився, а вулканічну діяльність пояснював підземним горінням кам'яного вугілля.

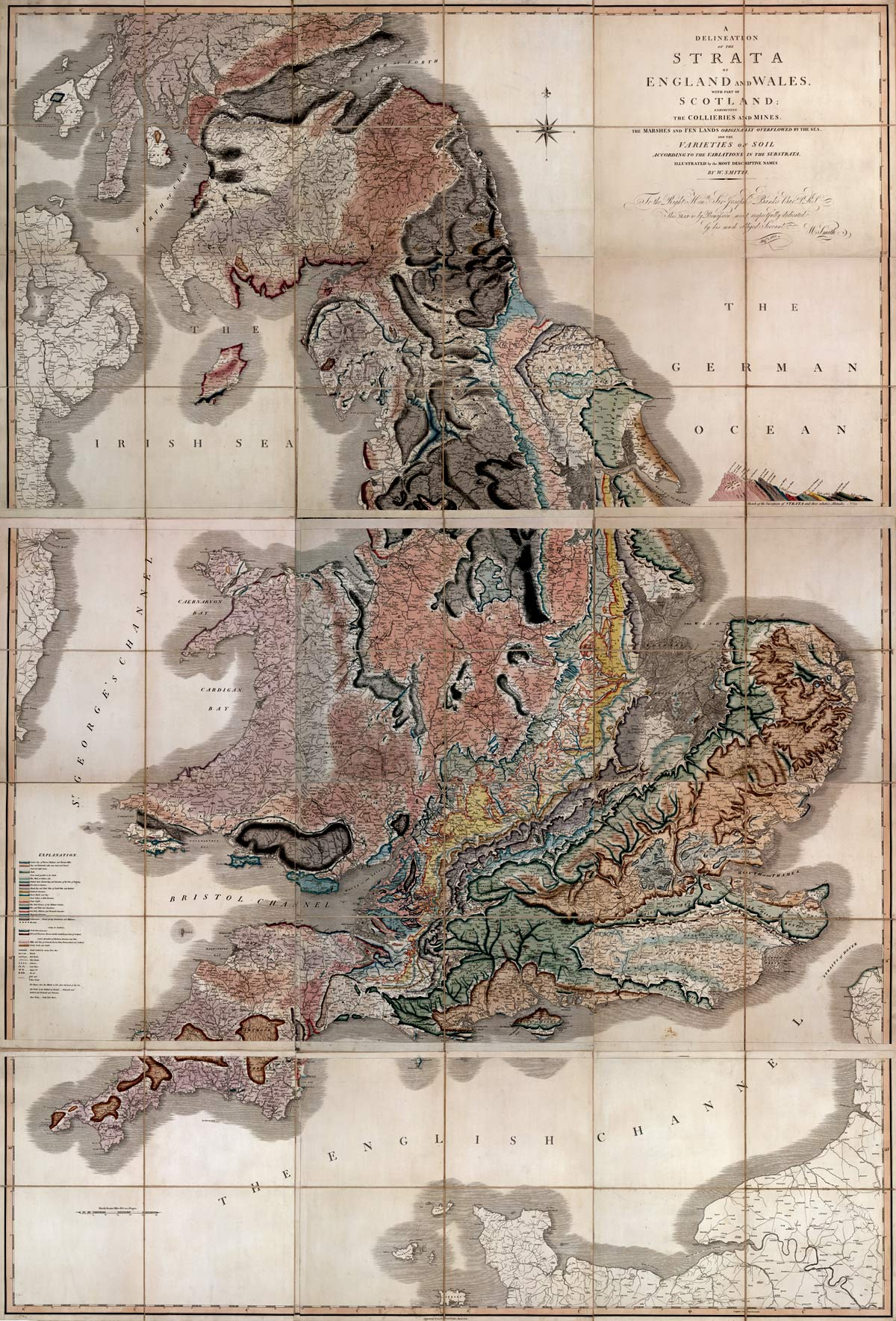
Геологічна карта Англії, Уельса і південної Шотландії Вільяма Сміта 1815 р.

У 1815 році англійським геологом Вільямом Смітом вперше опублікована крупномастшабна карта, яка показувала геологічну будову цілого регіону — Геологічна карта Англії та Уельса. Його карта містить впорядковані гірські пласти, виділені за скам'янілостями, які містилися в них. Сміт склав «шкалу осадових утворень Англії». Роботи по розділенню пластів продовжувались науковцями Жоржем Кюв'є та О. Броньяром.
У 1822 році була виділена кам'яновугільна і крейдова системи, що поклало початок стратиграфічної систематики. Основні підрозділи сучасної стратиграфічної шкали були прийняті офіційно в 1881 році в Болоньї на 2-му Міжнародному геологічному конгресі.
Разом з тим, методологічні основи такого поділу ще уточнювались у рамках декількох теорій. Жорж Леопольд Кюв'є розробив теорію катастроф, яка стверджувала, що особливості Землі формуються в одній, катастрофічній події та залишаються незмінними надалі. Леопольд фон Бух пояснював рухи земної кори вулканізмом (теорія «кратерів підняття»), Л. Елі де Бомон пов'язував дислокацію шарів зі стисненням земної кори при остиганні центрального ядра. У 1830 році Чарльз Лаєль вперше опублікував працю «Основи геології», що сприяла поширенню актуалізму. Ця теорія стверджує, що повільні геологічні процеси відбувалися протягом історії Землі й відбуваються досі. Хоча Гаттон й довіряв ідеї актуалізму, вона не була широко прийнята в той час.
Більшу частину XIX століття геологія намагалась дати відповідь на питання про точний вік Землі. Оцінки варіювалися від 100 000 до кількох мільярдів років. На початку XX століття радіометричне датування дозволило визначити вік Землі, оцінка склала два мільярди років.
Найбільш значним досягненням геології в XX столітті був розвиток теорії тектоніки плит в 1960 році та уточнення віку планети. Теорія тектоніки плит виникла з двох окремих геологічних спостережень: спрединг морського дна і континентального дрейфу. Ця теорія революціонувала науки про Землю.

## Структура

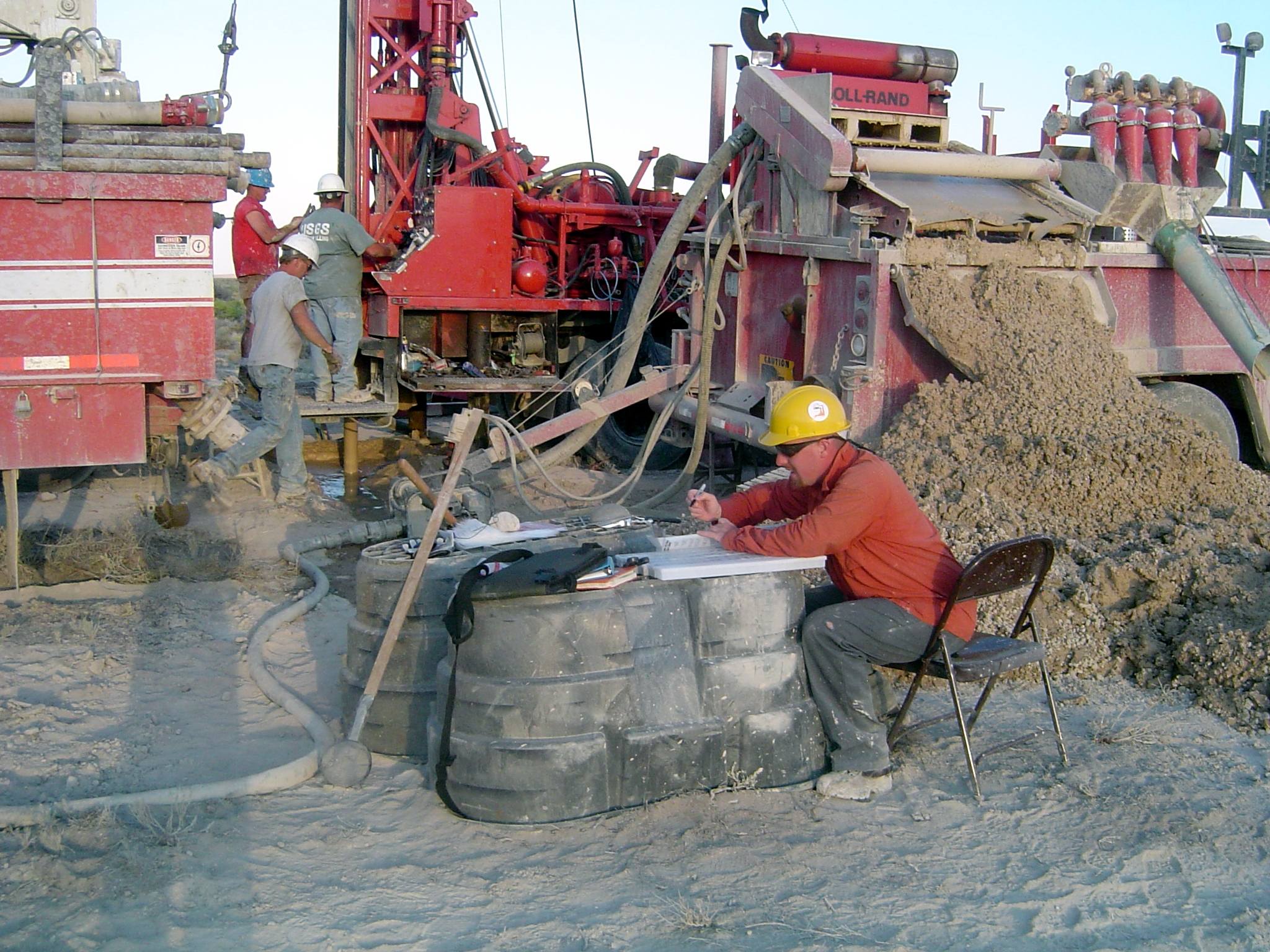
Геолог на майданчику розвідувального буріння

Поділяється на ряд дисциплін:
- мінералогія
  - кристалографія
  - онтогенія
- геохімія
  - петрохімія
  - біогеохімія
  - геохімія ізотопів
- геофізика
- петрографія
  - петрологія
  - літологія
    - седиментологія
- стратиграфія
  - біостратиграфія
  - літостратиграфія
  - магнітостратиграфія
  - кліматостратиграфія
  - секвенс-стратиграфія
- структурна геологія
  - геоморфологія
- вулканологія
- тектоніка
  - геодинаміка
  - сейсмологія
  - сейсмотектоніка
- історична геологія
  - палеогеографія
  - четвертинна геологія
- спелеологія
- регіональна геологія.
- гідрогеологія
  - гідрогеохімія
- геокріологія
- інженерна геологія
- геологія корисних копалин
  - нафтогазова геологія
  - вугільна геологія
  - техногенна геологія

## В Україні
Основи понять про будову Землі, корисні копалини вивчалися в Києво-Могилянській академії в курсі натурфілософії та фізики. Основи геології викладено у працях Феофана Прокоповича.
В Україні значний внесок в геологію зробили В. І. Вернадський, Н. Д. Борисяк, В. В. Різниченко, В. Г. Бондарчук, Є. К. Лазаренко та інші.
В Україні проблеми геології вивчають установи НАН України (Інститут геологічних наук, Інститут геології і геохімії горючих копалин), відповідні кафедри вузів, відомчі установи (Інститут нафти і газу, Інститут мінеральних ресурсів) та інші.

### Англійською
- (англ.) Allison I. S., Palmer D. F. Geology. The Science of A Changing Earth. — N. Y. : McGraw-Hill Book Company, Inc, 1980. — ISBN 978-0070011212.